# John MacCrate
John MacCrate (ur. 29 marca 1885 w Dumbarton w Szkocji, zm. 9 czerwca 1976 w Brooklynie) – amerykański polityk, członek Partii Republikańskiej.

## Działalność polityczna
W okresie od 4 marca 1919 do rezygnacji 30 grudnia 1920 przez jedną kadencję był przedstawicielem 3. okręgu wyborczego w stanie Nowy Jork w Izbie Reprezentantów Stanów Zjednoczonych.